# Hans W. Hamacher
Hans Wilhelm Hamacher (n. 14 iunie 1920, Köln, Republica de la Weimar – d. 23 iulie 2000, Berlin, Germania) a fost un actor german de teatru și film.

## Biografie
După absolvirea unui curs de formare ca actor, Hamacher a debutat pe scenele din provincia Rin. A jucat apoi la teatrele din Berlin (inclusiv Berliner Ensemble), Düsseldorf, Bonn și Neuwied. El a participat la mai multe turnee cu spectacole de teatru în Germania, la Paris, Londra, Moscova, Stockholm și Praga. Hamacher a fost nu numai actor, ci și regizor al unor spectacole.
În 1955 a primit un rol mic în producția DEFA Ernst Thälmann – Führer seiner Klasse, debutând astfel în cinematografie. În timp ce activa ca actor la Berliner Ensemble a apărut în mai multe filme realizate de studioul DEFA precum biografia lui Thomas Müntzer regizată de Martin Hellberg, Der Hauptmann von Köln a lui Slatan Dudow și o adaptare după Mutter Courage regizată de Peter Palitzsch.
De la începutul anilor 1960 Hamacher a jucat pe scenele teatrelor din Berlinul Occidental și în producții cinematografice vest-germane. El a întruchipat de multe ori reprezentanti ai legii și ordinii, ca în piesa Es muß nicht immer Kaviar sein a lui Simmel, în adaptarea teatrală realizată de Franz Peter Wirth a piesei Der Regenmacher (împreună cu Lilo Pulver), în drama Der Arzt von St. Pauli regizată de Rolf Olsen, în adaptările romanelor polițiste Das Geheimnis der schwarzen Koffer și Das Phantom von Soho ale lui Bryan Edgar Wallace și în rolul Konstabler Smith în adaptarea realizată de Wolfgang Staudte după Opera de trei parale.
În plus, în anii 1951-1995, Hamacher a dublat în germană vocile unor cunoscuți actori internaționali precum John Wayne	(Die Gewaltigen, Die Hafenkneipe von Tahiti), Lionel Barrymore (în serialul Dr. Kildare), Dan Blocker (Wenn mein Schlafzimmer sprechen könnte), Ernest Borgnine (Die Verfolger), Van Heflin (San Fernando), Jack Klugman (In 80 Tagen um die Welt), Karl Malden (Das war der Wilde Westen), Lionel Stander (Versprich ihr alles), Rupert Davies în rolul Maigret din serialul omonim realizat de BBC și Ray Collins în rolul Lt. Tragg din serialul TV Perry Mason.

## Filmografie (selecție)
- Ernst Thälmann – Führer seiner Klasse (1955)
- Thomas Müntzer – Ein Film deutscher Geschichte (1956)
- 1956 Căpitanul din Köln (Der Hauptmann von Köln), regia Slatan Dudow
- Schlösser und Katen (1956/1957)
- Peter schießt den Vogel ab (1959)
- Menschen im Hotel (1959)
- Abschied von den Wolken (1959)
- Reportage 57 (1959)
- Liebling der Götter (1960)
- Die 1000 Augen des Dr. Mabuse (1960)
- Es muß nicht immer Kaviar sein (1961)
- Diesmal muss es Kaviar sein (1961)
- Mutter Courage und ihre Kinder (1961)
- Die Dreigroschenoper (1962) (cu Curd Jürgens)
- Das Geheimnis der schwarzen Koffer (1962)
- Das Phantom von Soho (1964)
- Das Kriminalmuseum (serial TV, 1964) – Der Fahrplan
- Das Liebeskarussell (1965)
- Das Kriminalmuseum (serial TV, 1967) – Die rote Maske
- Der Arzt von St. Pauli (1968)
- Das Geld liegt auf der Bank (1971)
- Es muß nicht immer Kaviar sein (serial TV, 1977)
- Mihail, cîine de circ (1979)
- Vatanyolu – Die Heimreise (1988)